# オルジャーノ
オルジャーノ（伊: Orgiano）は、イタリア共和国ヴェネト州ヴィチェンツァ県にある、人口約3,000人の基礎自治体（コムーネ）。

## 地理

### 位置・広がり

#### 隣接コムーネ
隣接するコムーネは以下の通り。括弧内のVRはヴェローナ県所属を示す。
- アロンテ
- アジリアーノ・ヴェーネト
- コローニャ・ヴェーネタ (VR)
- ロニーゴ
- ポイアーナ・マッジョーレ
- ソッサーノ
- ヴァル・リオーナ

### 気候分類・地震分類
気候分類では、zona E, 2442 GGに分類される。
また、イタリアの地震リスク階級 (it) では、zona 3 (sismicità bassa) に分類される。